# Pelompek
Pelompek is een bestuurslaag in het regentschap Kerinci van de provincie Jambi, Indonesië. Pelompek telt 2747 inwoners (volkstelling 2010).